# Csupaszfejű álszajkó
A csupaszfejű álszajkó (Melanocichla calva) a madarak osztályának verébalakúak (Passeriformes) rendjébe és a timáliafélék (Timaliidae) családjába tartozó faj.

## Rendszerezése
A fajt Richard Bowdler Sharpe angol ornitológus írta le 1888-ban, az Allocotops nembe Allocotops calvus néven. Besorolása vitatott, egyes szervezetek a Garrulax nembe sorolják Garrulax calvus néven.

## Előfordulása
Délkelet-Ázsiában, a Borneó északi részén, Brunei, Indonézia és Malajzia területén honos. Természetes élőhelyei a szubtrópusi és trópusi síkvidéki és hegyi esőerdők. Állandó, nem vonuló faj.

## Megjelenése
Testhossza 26 centiméter.

## Életmódja
Rovarokkal táplálkozik.